# Скальный (Ростовская область)
Скальный — посёлок в Белокалитвинском районе Ростовской области.
Входит в состав Богураевского сельского поселения.

## География
Посёлок расположен в 30 км (по дорогам) западнее города Белая Калитва (райцентр), на правом берегу реки Лихая, приток реки Северский Донец. Рядом с посёлком проходит граница Красносулинским районом области.
В посёлке имеется одна улица: Рыбацкая.

## История
Указом ПВС РСФСР от 24 февраля 1988 года поселку рыбопитомника присвоено наименование посёлок Скальный.

## Население
| 1989 | 2002 | 2010 |
| ---- | ---- | ---- |
| 37   | ↘34  | ↘14  |